# Байшиу
Байшиу (порт. Baixio) — муниципалитет в Бразилии, входит в штат Сеара. Составная часть мезорегиона Юго-центральная часть штата Сеара. Входит в экономико-статистический микрорегион Лаврас-да-Мангабейра. Население составляет 5955 человек на 2006 год. Занимает площадь 146,442 км². Плотность населения — 40,7 чел./км².
Праздник города — 15 сентября.

## История
Город основан в 1956 году.

## Статистика
- Валовой внутренний продукт на 2003 составляет 11 093 008,00 реалов (данные: Бразильский институт географии и статистики).
- Валовой внутренний продукт на душу населения на 2003 составляет 1896,57 реала (данные: Бразильский институт географии и статистики).
- Индекс развития человеческого потенциала на 2000 составляет 0,589 (данные: Программа развития ООН).